# El Frijolillo, San Antonio
El Frijolillo är en ort i Mexiko.   Den ligger i kommunen San Antonio och delstaten San Luis Potosí, i den centrala delen av landet, 240 km norr om huvudstaden Mexico City. El Frijolillo ligger 234 meter över havet och antalet invånare är 241.
Terrängen runt El Frijolillo är lite kuperad. Runt El Frijolillo är det ganska tätbefolkat, med 124 invånare per kvadratkilometer. Närmaste större samhälle är Villa Terrazas, 18,4 km söder om El Frijolillo. I omgivningarna runt El Frijolillo växer huvudsakligen savannskog.